# Nils Åkerlindh
Nils Erik Åkerlindh (* 31. März 1913 in Sevalla, Västmanlands län; † 23. April 1992 in Stockholm) war ein schwedischer Ringer. Er war Europameister 1937 und 1939 im griechisch-römischen Stil im Halbschwergewicht.

## Werdegang
Nils Åkerlindh begann als Jugendlicher mit dem Ringen. Er entwickelte sich dabei zu einem Ringer, der als Erwachsener mit ca. 90 kg Körpergewicht im Schwergewicht stand, aber in der Lage war in das Halbschwergewicht, das damals bis 87 kg Körpergewicht reichte, abzutrainieren. Er rang in beiden Stilarten. Als junger Mann war er in die Stockholmer Feuerwehr eingetreten und gehörte dem Verein "Brandkårens" IF Stockholm an.
1934 erreichte der junge Nils Åkerlindh die schwedische Spitzenklasse und wurde 1935 erstmals bei einer internationalen Meisterschaft eingesetzt. Er startete bei der Europameisterschaft im freien Stil in Brüssel im Schwergewicht. Nach zwei Siegen traf er in seinem dritten Kampf auf den Deutschen Kurt Hornfischer, dem er unterlag. Er landete damit auf dem 3. Platz und gewann die EM-Bronzemedaille.
1936 fanden in Berlin die Olympischen Spiele statt. Nils Åkerlindh wurde dort wieder im freien Stil im Schwergewicht eingesetzt. Er hätte zwar lieber im griechisch-römischen Stil gerungen, konnte sich bei der schwedischen Meisterschaft im Halbschwergewicht aber nicht gegen Axel Cadier durchsetzen. In Berlin siegte Nils Åkerlindh in seinem ersten Kampf über den US-Amerikaner Roy Dunn entscheidend, gewann in seinem zweiten Kampf gegen Hjalmar Nyström aus Finnland nach Punkten und konnte in seinem dritten Kampf den starken Schweizer Willi Bürki schultern. Mit nur einem Fehlpunkt belastet ging er in der vierten Runde in den Kampf gegen den körperlich weit überlegenen Tschechen Josef Klapuch. Nils Åkerlindh ließ sich von Klapuch überrumpeln und schon nach gut 2 Minuten Kampfzeit auf die Schulter legen. Die schwedischen Offiziellen wollten dabei ein Foul von Klapuch gesehen haben. Das Kampfgericht blieb aber bei seiner Entscheidung und lehnte einen offiziellen Protest der Schweden ab. Nils Åkerlindh war sicherlich schlecht beraten, dass er zu seinem letzten Kampf gegen Kristjan Palusalu aus Estland aus Protest nicht mehr antrat. Er verschenkte damit eine Medaille, entweder die goldene, die er bei einem Sieg über Palusalu gewonnen hätte, oder die bronzene, die er auch bei einer Punktniederlage sicher gehabt hätte. Diese Bronzemedaille erhielt dann Hjalmar Nyström, der gegen Åkerlindh verloren hatte.
1937 setzte sich Nils Åkerlindh bei der schwedischen Meisterschaft im Halbschwergewicht im griech.-röm. Stil gegen Olympiasieger Axel Cadier durch und vertrat Schweden bei der Europameisterschaft in Paris. Er besiegte dort seine fünf Gegner und wurde in überzeugender Manier Europameister. Unter den von ihm besiegten Ringern war auch der deutsche Meister Werner Seelenbinder aus Berlin und der Silbermedaillengewinner von den Olympischen Spielen 1936 in Berlin August Neo aus Estland.
Er startete im gleichen Jahr auch bei der Europameisterschaft im freien Stil in München. Hier besiegte er im Schwergewicht Josef Klapuch und nahm damit erfolgreich Revanche für die Niederlage von 1936 und Willy Lardon, den jungen Schweizer Meister. Dann unterlag er überraschend dem Ungarn Gyula Bóbis und hatte in seinem letzten Kampf gegen Kurt Hornfischer keine Chance. Er erreichte damit nur den 4. Platz.
In den Jahren 1938 und 1939 fanden wegen der unsicheren politischen Lage nur mehr Europameisterschaften im griech.-röm. Stil statt. Die Europameisterschaften im freien Stil fielen aus. Bei der Europameisterschaft 1938 in Reval musste Åkerlindh Axel Cadier den Vortritt lassen. 1939 war er aber bei der letzten Europameisterschaft vor dem Zweiten Weltkrieg in Oslo wieder am Start. Er stand wieder im Halbschwergewicht. Dabei reichten ihm drei Siege zum erneuten Titelgewinn. Im Endkampf besiegte er den Türken Mustafa Çakmak.
Als 1939 der Zweite Weltkrieg ausbrach und damit ab 1940 keine internationalen Meisterschaften mehr stattfanden, war Nils Åkerlindh mit 27 Jahren im besten Ringeralter. Er hätte also noch mindestens bei zwei Olympischen Spielen einen Sieg nachholen können. Nach 1945 war Nils Åkerlindh, inzwischen Brandmeister der Stockholmer Feuerwehr, nicht mehr aktiv.

## Internationale Erfolge
(OS = Olympische Spiele, EM = Europameisterschaft, GR = griech.-röm. Stil, F = freier Stil, Hs = Halbschwergewicht, S = Schwergewicht, damals bis 87 kg bzw. über 87 kg Körpergewicht)
- 1934, 1. Platz, Turnier in Stockholm, GR, Hs, vor C. Holmberg u. G. Backlund, beide Schweden;

- 1934, 2. Platz, Turnier in Borås, GR, Hs, hinter Onni Pellinen, Finnland;

- 1935, 3. Platz, EM in Brüssel, F, S, mit Siegen über Leo Charlier, Belgien u. Karl Hegglin, Schweiz u. einer Niederlage gegen Kurt Hornfischer, Deutschland;

- 1936, 4. Platz, OS in Berlin, F, S, mit Siegen über Roy Dunn, USA, Hjalmar Nyström, Finnland u. Willi Bürki, Schweiz u. einer Niederlage gegen Josef Klapuch, Tschechoslowakei;

- 1937, 1. Platz, EM in Paris, GR, Hs, mit Siegen über Charles Jessen, Dänemark, Arnold Kalnins, Lettland, Vrees, Niederlande, Werner Seelenbinder, Deutschland, Elmer Härmä, Finnland u. August Neo, Estland;

- 1937, 4. Platz, EM in München, F, S, mit Siegen über Josef Klapuch u. Willy Lardon, Schweiz u. Niederlagen gegen Gyula Bóbis, Ungarn u. Kurt Hornfischer;

- 1939, 1. Platz, EM in Oslo, GR, Hs, mit Siegen über Hans Hansen, Norwegen, Gunnar Nielsen, Dänemark u. Mustafa Çakmak, Türkei